# Cybianthus roraimae
Cybianthus roraimae là một loài thực vật có hoa trong họ Anh thảo. Loài này được (Steyerm.) G.Agostini mô tả khoa học đầu tiên năm 1980.